# 寄合橋
寄合橋（よりあいばし）は、紀の川支流の市堀川に架けられている橋梁。和歌山県和歌山市の寄合町と湊本町をつないでいる。プレストレスト・コンクリート橋（PC橋）である。

## 歴史

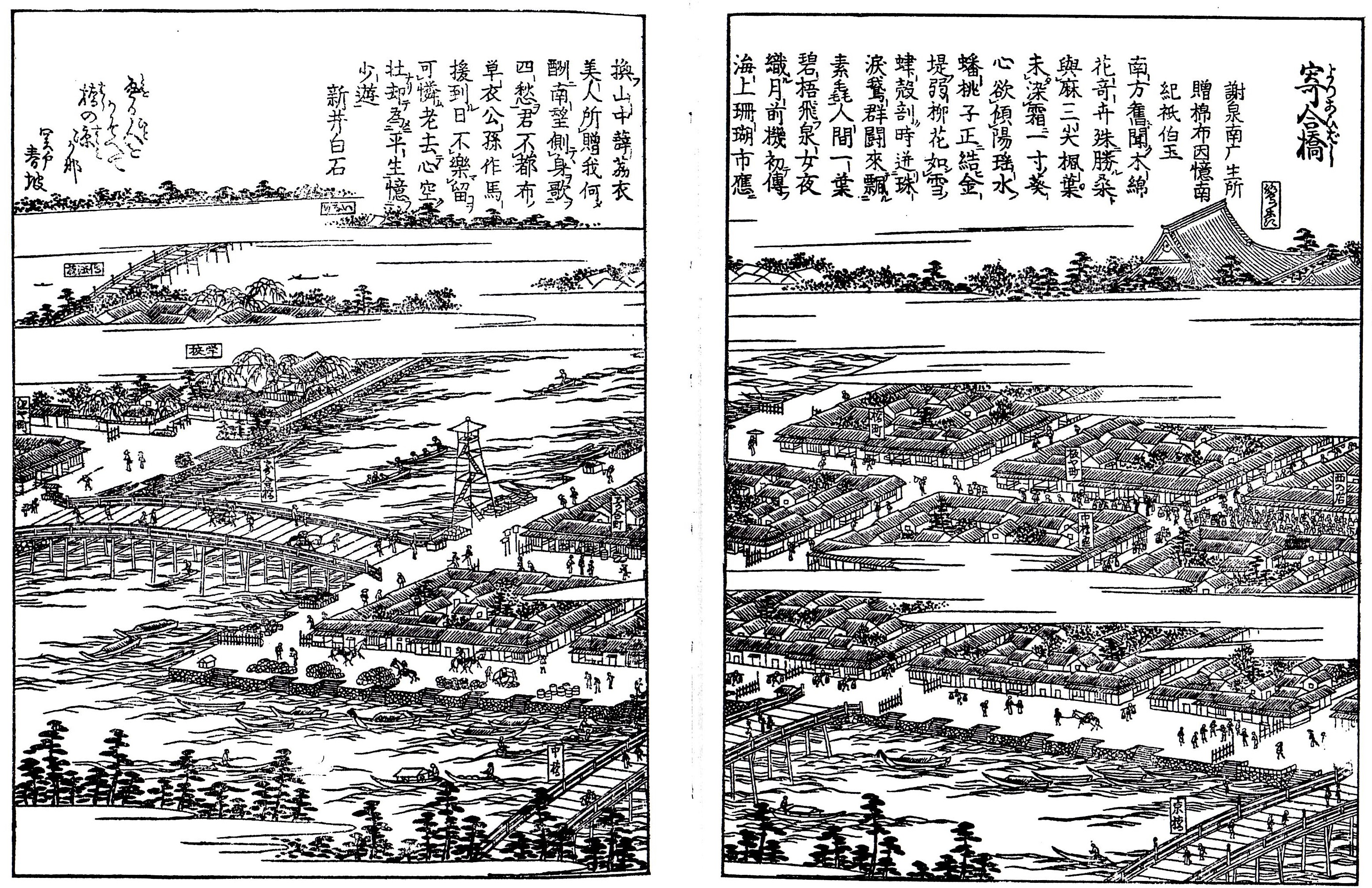
『紀伊国名所図会』に描かれた寄合橋（左頁中央）。中橋と京橋も描かれており、寄合橋南側は「T」字型になっている。

江戸時代以降は通行量が多く賑わいを見せていた橋である。木造橋時代の全長は20間1尺3寸（約36m）、全幅は3間5寸（約5.5m）である。三の丸と町を直接つないでいる京橋などは公費で架けられたが、町と町をつなぐ寄合橋は町方支配の橋であり、架設費や維持費は町方が負担した。
寄合橋の東詰には火の見櫓や番所が、西詰には高札場が設けられていた。寄合橋の火の見櫓は外部を板で囲ったものであり、番所は橋の管理や通行人の監視を行っていた。和歌山城下で高札場が設けられたのは、寄合橋西詰に京橋北詰と大橋東詰を加えた3か所のみである。
宝永年間（1704年-1710年）には第5代藩主松平吉宗（後の第8代将軍徳川吉宗）によって、西詰北側に武士の子弟のための学校（後の紀州藩藩校学習館）が建てられた。これによって、紀州の儒者たちは木造の寄合橋を渡ってこの学校に通った。三の丸を通行できない町民にとって、寄合橋は本町と城下南部を結ぶ幹線にある橋だった。
1873年（明治6年）には学習館の跡地が雄（おの）尋常小学校（後に移転して現在は和歌山市立雄湊小学校）となった。博物学者の南方熊楠（1867年-1941年）は寄合町の北側にある橋丁に生まれ、寄合橋を通って雄尋常小学校に通った。実業家の松下幸之助（1894年-1989年）も雄尋常小学校の出身である。
1941年（昭和16年）1月にはプレストレスト・コンクリート橋（PC橋）が架設された。橋のたもとには片側に2か所ずつ灯火の親柱がある。1945年（昭和20年）7月9日の和歌山大空襲では橋の周囲にあった酒蔵群や商家が全焼したが、寄合橋は焼夷弾の痕跡を残しながらも耐えている。雄国民学校は空襲で焼失し、和歌山市湊南国民学校と合併して和歌山市雄湊国民学校に改称、湊南国民学校跡地に移転した。雄国民学校の跡地には酒造会社の世界一統が進出している。

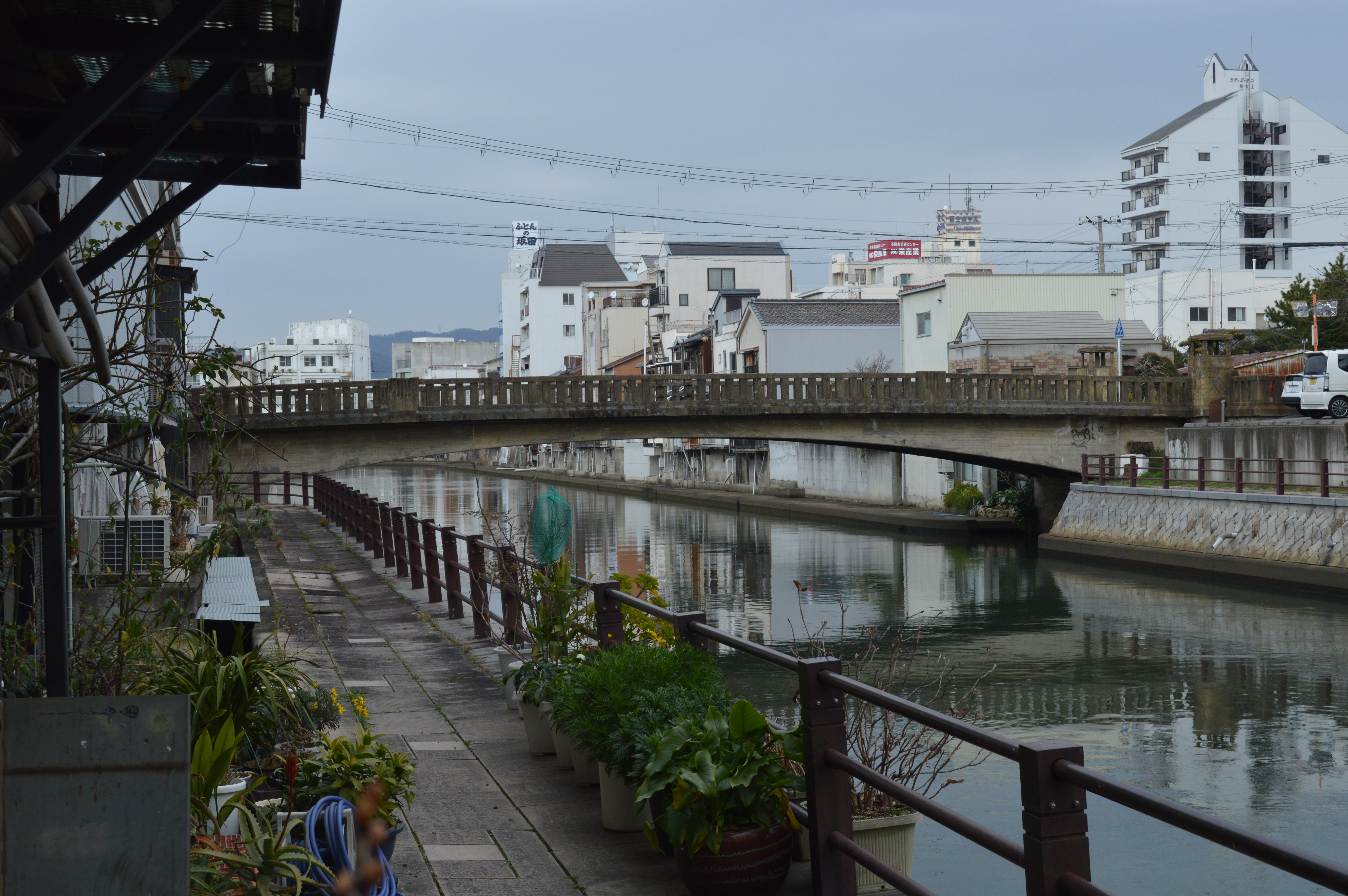
南側から見た寄合橋
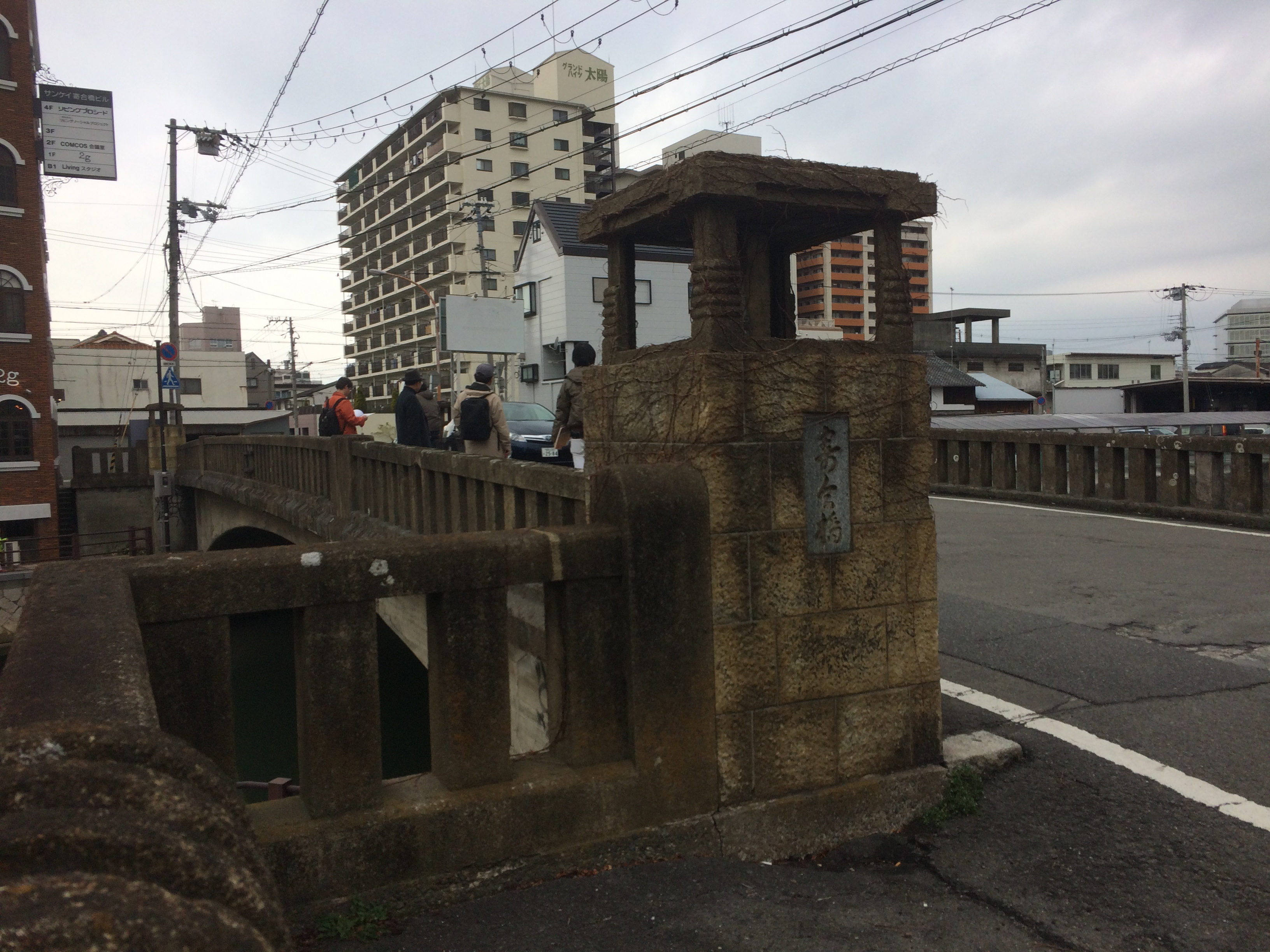
東詰から見た寄合橋
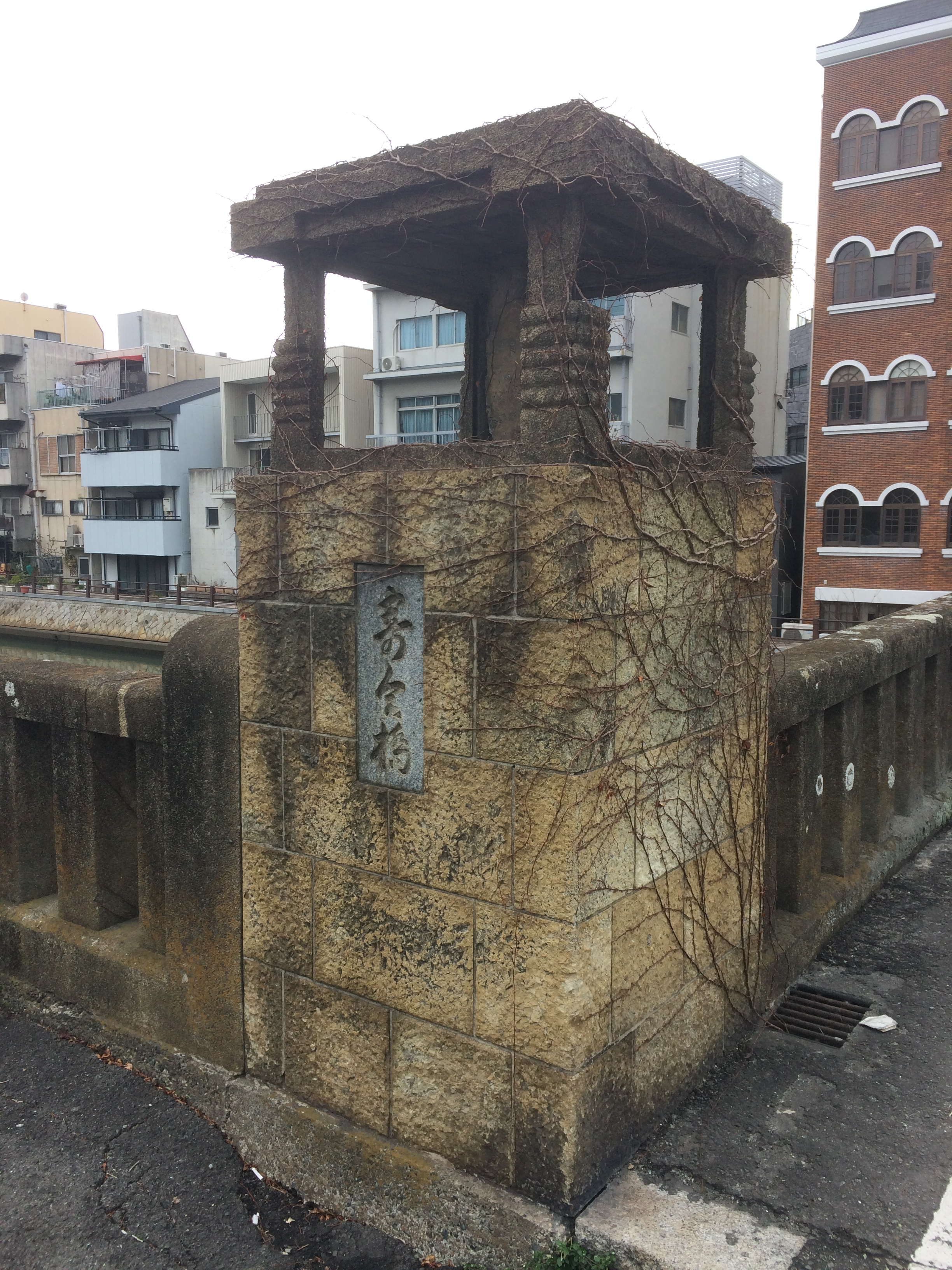
東詰南側にある灯火の親柱
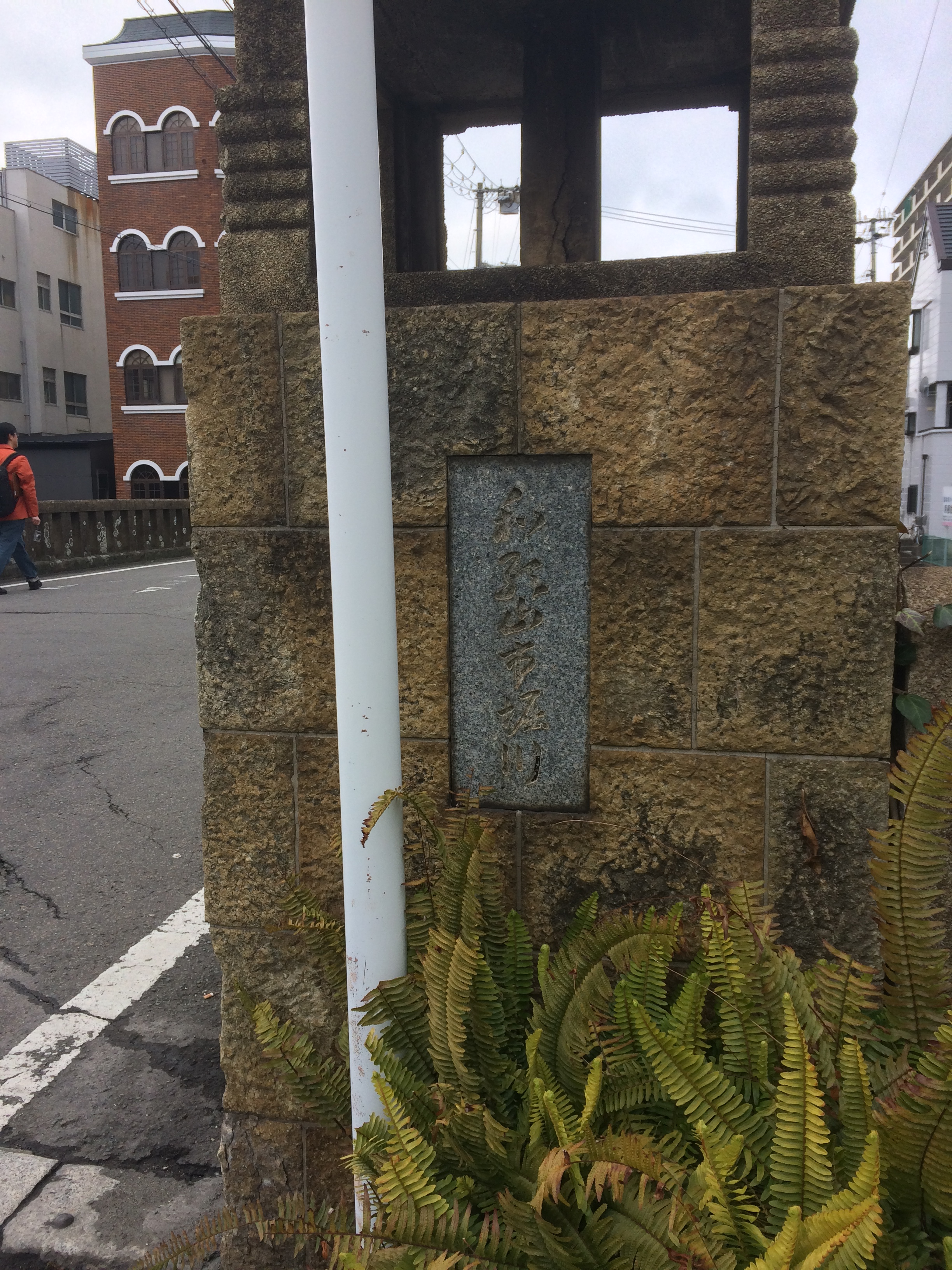
東詰北側にある灯火の親柱
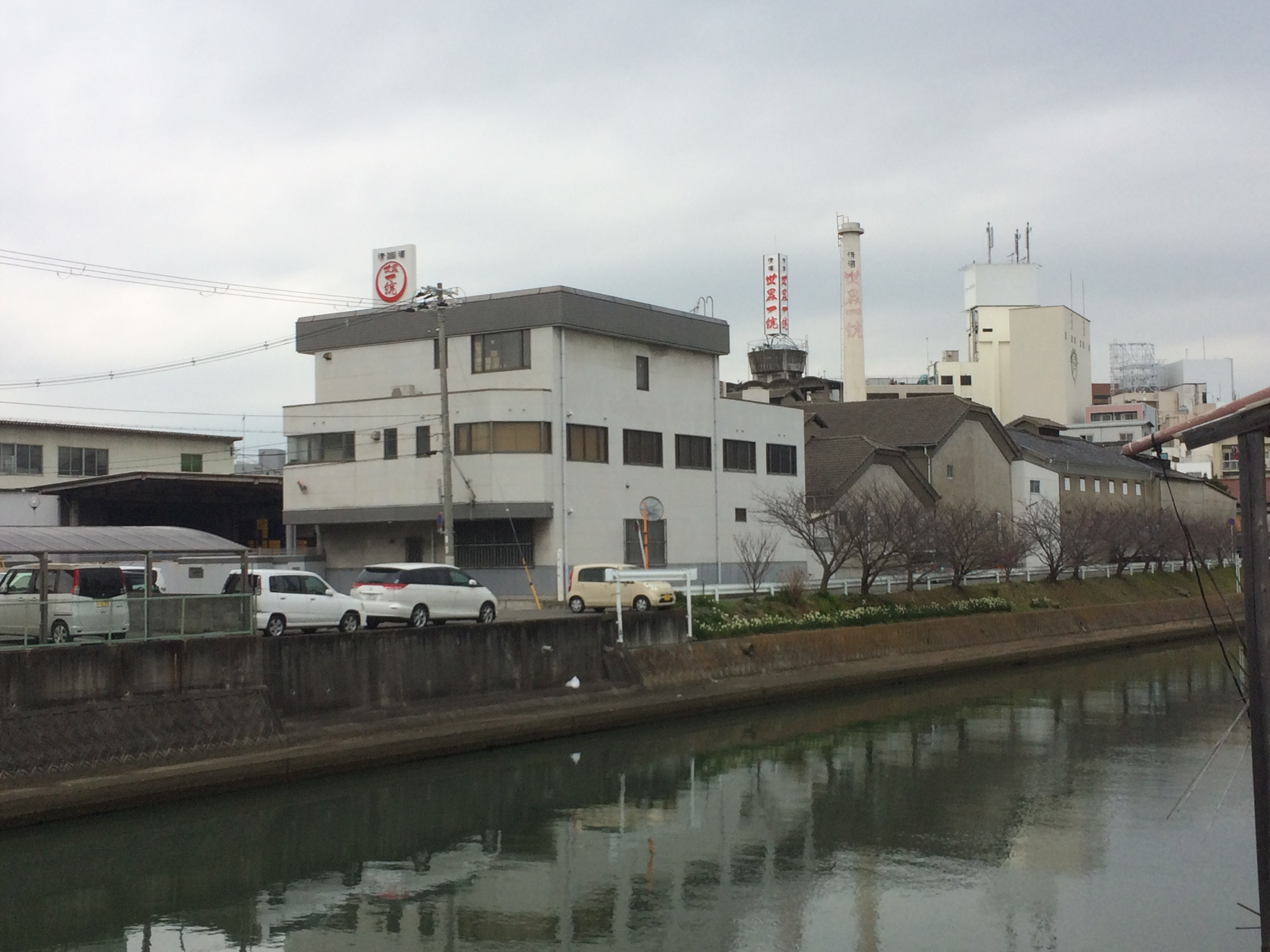
寄合橋付近から見た世界一統

## 昌平河岸
市堀川は寄合橋の南側で「L」字型に曲がっているが、かつてのこの地点は「ト」字型であり、和歌山城西堀に続く川が流れていた。『紀伊国名所図会』にはこの川に湊橋が架かっており、湊橋を渡った三の丸側に湊橋御門があったことが描かれている。明治時代にはこの川の埋め立てが開始され、1940年（昭和15年）頃に埋め立てが完了している。南北に流れるこの川の河岸は昌平河岸（しょうへいがし）と呼ばれ、河岸は当時の幹線道路のひとつとして店が立ち並んでいた。